# Astarak
Astarak (örményül: Աշտարակ, jelentése: torony) város Örményországban, Aragacotn tartomány székhelye. Jerevántól 20 km-re északnyugatra fekszik és egyben Jereván egyik elővárosa. Fontos iparváros és közlekedési gócpont, lakosainak száma 21600.